# سيمون لورينز
سيمون لورينز (بالألمانية: Simon Lorenz) هو لاعب كرة قدم ألماني، ولد في 30 مارس 1997 في بوخن في ألمانيا. لعب مع نادي بوخوم.

## وصلات خارجية
- سيمون لورينز على موقع قاعدة بيانات كرة القدم.إي يو (الإنجليزية)
- سيمون لورينز على موقع Soccerway.com (الإنجليزية)
- سيمون لورينز على موقع عالم كرة القدم.نت (الإنجليزية)